# العز ابن فهد المكي
عز الدين أبو فارس عبد العزيز بن النجم عمر بن محمد بن محمد بن أبي الخير محمد بن عبد الله بن فهد الهاشمي المكي الشافعي ويُعرف اختصارًا بـ العز ابن فهد المكي أو ابن فهد المكي (26 شوال 850 – 18 جمادى الأولى 922هـ / 1447 – 1517م) مُحدِّث ومؤرخ.

## نشأته

### نسبه
هو:
يُلقَّب بعز الدين ويُعرف كأسلافه بابن فهد.

### مولده
وُلد بمكة في الثلث الأخير من ليلة السبت السادس والعشرين من شهر شوال سنة 850هـ/1447م، وكان والده النجم عمر غائبًا عن مكة بالقاهرة وسمَّوه عليًّا أبا الخير، ولكن غيَّر أبوه اسمه لعبد العزيز أبا فارس لأنه رأى في منامه قائلًا يقول له: «جاءك ذكر فسمه عبد العزيز أبا فارس».

### أسرته
نشأ العز ابن فهد في أسرة علمية فأبوه هو النجم عمر ابن فهد المكي وجده التقي ابن فهد، وأمه هي عائشة بنت العفيف عبد الله بن محمد بن علي بن عثمان العجمي تزوَّجها النجم ابن فهد أثناء سنة 839هـ، ومن إخوانه عبد الله وهو الابن البِكْر الذي لم يلبث حتى تُوفِي في شهر رجب من سنة ولادته، وأخوه محمد الذي لم يُكمل السنتين وتُوفِي في جمادى الأولى 843هـ، وأخوه أحمد الذي تُوفِي وهو ابن سنتين وخمسة أشهر في جمادى الآخرة 845هـ، وأخته حفصة التي تُوفِيت دون السنتين في ذي القعدة 847هـ، وأخوه يحيى الذي عمَّر حتى سنة 885هـ وتُوفي عن سبع وثلاثين سنة وشهد العز ابن فهد موته وصلَّى عليه ودُفن بالمعلاة.
يصف عبد الحي الكتاني الأسرة قائلًا: «هم بيت كبير بمكة انقرضوا اليوم منهم…إذا تأملت قل أن نجد في بيت في الإسلام أربعة من الحفاظ في سلسلة واحدة من بيت واحد يتوارثون الحفظ والإسناد غير هذا البيت العظيم».

## مؤلفاته
ألَّف العز ابن فهد كُتُبًا كثيرة في فنون مختلفة ومن كتبه:
- بلوغ القرى في ذيل إتحاف الورى
- تاريخ مكة على السنين
- تتمة مشيخة الشريف السمهودي
- ترتيب طبقات القراء للذهبي
- الترغيب والاجتهاد في الباعث لذوي الهمم العليا على الجهاد
- الحجة الدامغة لرجال الفصوص الزائغة
- ذروة العز والمجد لمشائخ ابن فهد
- رحلة العز ابن فهد
- غاية المرام بأخبار سلطنة البلد الحرام
- الجوهر الفرد بمرويات العز بن فهد
- معجم شيوخ إبراهيم بن محمد الطرابلسي الحبشي
- معجم شيوخ العز ابن فهد
- نزهة الأبصار لما تألف من الأفكار
- نزهة ذوي الأحلام بأخبار الخطباء والأئمة وقضاة البلد الحرام
- النزهة السنية فيما يطلب من أخبار الملوك وخلفاء الديار المصرية
- جزء من المسلسل بالأولية
- كتاب المسلسلات التي وقعت له
- العقود الغوالي في المسلسلات العوالي

## شيوخه
من شيوخه:
- النجم ابن فهد المكي
- محمد بن أبي بكر المراغي
- الشمني
- برهان الدين البقاعي
- شمس الدين السخاوي
- السمهودي
- شهاب الدين المنصوري
- ابن حجر العسقلاني

## تلاميذه
من تلامذته:
- جار الله ابن فهد المكي
- زين الدين الشماع
- ابن طولون الصالحي
- شهاب الدين القسطلاني

## وفاته
تُوفِي يوم الجمعة الثامن عشر من جمادى الأولى من سنة 922هـ بمكة وصلَّى عليه ابن عمته الخطيب محب الدين النويري بعد العصر ودُفن بالمعلاة قبل المغرب.

### فهرس المراجع
1. ↑  الغزي (1997)، ج. 1، ص. 237.
2. ↑  الزركلي (2002)، ج. 4، ص. 24.
3. ↑  [أ] السخاوي (1992)، ج. 4، ص. 224.
[ب] الزركلي (2002)، ج. 4، ص. 24.
4. ↑  السخاوي (1992)، ج. 4، ص. 224.
5. ↑  العز ابن فهد (2005)، ج. 1، ص. 31.
6. 1 2  العز ابن فهد (2005)، ج. 1، ص. 32.
7. ↑  الكتاني (1982)، ج. 2، ص. 910، 912.
8. ↑  العز ابن فهد (2005)، ج. 1، ص. 47–50.
9. ↑  العز ابن فهد (2005)، ج. 1، ص. 38–41.
10. ↑  العز ابن فهد (2005)، ج. 1، ص. 42–43.
11. ↑  العز ابن فهد (2005)، ج. 1، ص. 50.

### بيانات المراجع (مُرتَّبة حسب تاريخ النشر)
- عبد الحي الكتاني (1982)، فهرس الفهارس والأثبات ومعجم المعاجم والمشيخات والمسلسلات، تحقيق: إحسان عباس (ط. 2)، بيروت: دار الغرب الإسلامي، OCLC:929658909، QID:Q124424728
- شمس الدين السخاوي (1992)، الضوء اللَّامع لأهل القرن التاسع (PDF) (ط. 1)، بيروت: دار الجيل للطبع والنشر والتوزيع، OCLC:4770528447، QID:Q126364807، مؤرشف من الأصل (PDF) في 2021-07-29
- نجم الدين الغزي (1997)، الكواكب السائرة بأعيان المئة العاشرة، تحقيق: خليل المنصور (ط. 1)، بيروت: دار الكتب العلمية، OCLC:43222447، QID:Q120985041
- خير الدين الزركلي (2002)، الأعلام: قاموس تراجم لأشهر الرجال والنساء من العرب والمستعربين والمستشرقين (ط. 15)، بيروت: دار العلم للملايين، OCLC:1127653771، QID:Q113504685
- العز ابن فهد المكي (2005)، بلوغ القرى في ذيل إتحاف الورى بأخبار أم القرى، تحقيق: عبد الرحمن بن حسين، عليان بن عبد العالي المحلبدي، صلاح الدين بن خليل إبراهيم (ط. 1)، القاهرة: دار القاهرة، OCLC:60126925، OL:57392913M، QID:Q134055257